# Zdeněk Groessl
Zdeněk Groessl (Plzeň, 1941. szeptember 8. – 2023. november 17.) világbajnok és olimpiai bronzérmes csehszlovák válogatott cseh röplabdázó.

## Pályafutása
Az 1966-os hazai rendezésű világbajnokságon aranyérmet nyert a válogatottal. A következő évben a törökországi Európa-bajnokságon ezüst-, majd az 1968-as mexikóvárosi olimpián bronzérmes lett a csapattal. Az 1971-es olaszországi Európa-bajnokságon ismét ezüstérmet szerzett. Az 1972-es müncheni olimpián hatodik lett a csapattal.

## Sikerei, díjai
- Olimpiai játékok
  - bronzérmes: 1968, Mexikóváros
- Világbajnokság
  - aranyérmes: 1966, Csehszlovákia
- Európa-bajnokság
  - ezüstérmes (2): 1967, Törökország, 1971, Olaszország